# Vu Vinh Quang
Vu Vinh Quang (giản thể: 于荣光; phồn thể: 于榮光; bính âm: Yúróngguāng) sinh ngày 30 tháng 8 năm 1958 tại Bắc Kinh, Trung Quốc) là một diễn viên, võ sĩ người Trung Quốc. Ông bắt đầu sự nghiệp của mình tại Hồng Kông và được biết đến nhiều nhất qua vai diễn trong phim Thiếu niên Hoàng Phi Hồng (1993) cùng với Chân Tử Đan. Ngoài ra ông còn được biết đến qua các bộ phim khác như The East is Red, My Father is a Hero và Musa.
Ông cũng tham gia diễn xuất cùng nam diễn viên Thành Long trong một số bộ phim.

## Tiểu sử
Vu Vinh Quang sinh ngày 30 tháng 8 năm 1958 tại thủ đô Bắc Kinh, Trung Quốc. Cha ông là Vu Minh Khôi (于鸣魁), một nghệ sĩ kinh kịch. Ông có hai người em trai.

## Các phim tiêu biểu
- Cổ kim đại chiến Tần dũng tình
- Thiếu niên Hoàng Phi Hồng
- Tiếu ngạo giang hồ: Phong vân tái khởi
- Once a Cop
- Quốc sản 007
- Trưa Thượng Hải
- Tân câu chuyện cảnh sát
- Thần thoại
- Tam quốc chí: Rồng tái sinh
- Đại binh tiểu tướng
- Việt quang bảo hạp
- Siêu nhí Karate
- Câu chuyện cảnh sát 2013